# Ип, Вероника
Вероника Ип (кит. трад. 葉玉卿, упр. 叶玉卿, пиньинь Yè Yùqīng, род. 12 февраля 1967 года, Гонконг) — бывшая гонконгская актриса, получившая известность в фильмах Категории III. Наряду с Кэрри Ын и Лолеттой Ли стала одной из немногих гонконгских актрис, которые, начав карьеру в эротических фильмах, смогли выбиться в первый эшелон.

## Биография
Вероника Ип родилась 12 февраля 1967 года в состоятельной семье. Окончила христианскую школу для девочек 圣母玫瑰书院. Как и многие другие актрисы её поколения, в шоу-бизнес она пришла через конкурс красоты — в данном случае, «Мисс Азия», в котором Вероника участвовала в 1985 году, первый год существования конкурса. Ип заняла третье место (после Лай Иньсань и Пхунь Синьи), однако вместе с тем получила две специальные награды: «Самая прелестная девушка» (最健美小姐) и «Самая темпераментная девушка» (最有性格小姐). К каждой награде прилагалась сумма в 10 000 гонконгских долларов, Ип, по её собственному выражению, чувствовала себя так, словно сорвала куш в лотерее. Однако деньги в конечном счёте она отдала маме, которая занимала Веронике средства для участия в конкурсе, а также выступала попечителем.
По условиям договора победительницы конкурса автоматически заключали контракты с телеканалом ATV. Как вспоминала Вероника, съёмки в сериалах были чрезвычайно монотонны и рутинны. Спустя четыре года регулярных съёмок актриса обнаружила, что за это время поднакопила некоторый опыт, но как была, так и осталась никому неизвестной актрисой второсортных сериалов. Вероника приняла решение прорваться в большое кино и, чтобы привлечь к себе внимание, начала сниматься в эротических фотосессиях для различных журналов. Её план сработал и через некоторое время её пригласили сниматься в эротическое кино. Актриса признавалась, что никаких других ролей, кроме «с обнажёнкой», ей на тот момент предложить не могли.
Первый фильм с участием Вероники вышел в 1991 году — это была эротическая мелодрама «Возьми меня». В том же 1991 году появились «Скрытое желание» (где вторую главную роль сыграла японская порнозвезда Рэна Мураками) и «Красотка» — также фильмы третьей категории. Ип охотно раздевалась на экране, демонстрируя силиконовую грудь. «Возьми меня» и «Скрытое желание» стали весьма прибыльными лентами: первый из них собрал более 13 миллионов гонконгских долларов, что для фильма третьей категории с дебютанткой в главной роли сумма просто невероятная (для сравнения, главные хиты в своей области, «Нерассказанная история» и «Секс и дзен», собрали по 15 и 18 миллионов, соответственно).
В 1992 году, несмотря на появление в эротических «Наличных курьеру» и «Жиголо и шлюхе 2» Вероника принимает решение изменить вектор развития: она заявила, что прекращает съёмки в эротике, выпустила свой дебютный альбом и начала карьеру ведущей полуночной программы на канале TVB. В том же 1992 году появились тайваньская драма «Три лета», где Ип сыграла вместе с Тони Лёном, «Роза» (с Мэгги Чун) и «Девушки по вызову 1992», где, несмотря на тему проституции, обнажения как такового практически не было.
В Веронике увидели талантливую актрису, и следующий, 1993-й год, стал годом её триумфа. Помимо того, что свет увидело девять фильмов с её участием, из которых только в «Трёх днях слепой девушки» её пришлось сбросить одежду (при этом актриса уже не оголяла свой бюст), но и в том, в каких именно фильмах она снялась. В «новогодней» пародии «Стреляющие по орлам герои» Ип появилась в компании гонконгских звёзд первой величины. Не менее звёздным был и состав комедии «Роза, Роза, я люблю тебя». Гангстерский триллер «Любовь среди триад» не стал большим кассовым хитом, но удостоился хороших отзывов от критиков, а за роль здесь Веронику выдвинули на Гонконгскую кинопремию как лучшую актрису второго плана. В этом же году появилась «Крыша с видом» — за этот фильм Вероника была номинирована на Гонконгскую кинопремию в номинации «Лучшая актриса».
Следующий год принес Веронике не так много хороших ролей — за исключением драмы Стэнли Квана «Красная роза, белая роза», в которой Ип сыграла с Джоан Чэнь, это были проходные фильмы. Большие надежды возлагались на «Латинскую стычку», гонконгский ответ «Музыканту» и «Отчаянному», но они не оправдались: фильм собрал очень неоднозначные отзывы, получив всего 5 миллионов в прокате. Возможно, в том числе и это стало причиной тому, что в 1995 году Вероника снялась всего лишь в двух фильмах («Час ночи» и «Другая мать», причём, оба — ужастики), а в 1996 году, после съёмок в ещё трёх неудачных картинах, решила покинуть кинематограф.
Впрочем, основным фактором, повлиявшим на её решение, стало её замужество. Вероника вышла замуж за американского бизнесмена китайского происхождения и, в конце концов, перебралась вместе с ним в Америку, где её муж владел сетью продуктовых супермаркетов. У пары родились дочь и два сына.

## Фильмография
Голубым цветом выделены сериалы, розовым — эротические фильмы.

| Год  | Русское название                 | Китайское название | Международное название                     | Роль                          | Релиз |
| ---- | -------------------------------- | ------------------ | ------------------------------------------ | ----------------------------- | ----- |
| 1986 | Пять героев Шаолин               | 少林五壮士         | Siu Lam Ng Jong Si                         |                               | —     |
| 1986 | Леди из полиции                  | 柔情点三八         | Lady C.I.D.                                |                               | —     |
| 1987 | Дьявольский двойник              | 幽灵               | The Devil Twin                             |                               | —     |
| 1987 | Золотой феникс                   | 金凤凰             | Gam Fung Wong                              |                               | —     |
| 1987 | День волшебной звезды            | 天将魔星           | Tin Jeung Mo Seng                          |                               |       |
| 1988 | Тёмная ночь                      | 黑夜               | Haak Ye                                    |                               | —     |
| 1988 | Сестринская любовь               | 姊妹情             | Je Mui Ching                               |                               | —     |
| 1989 | Шанхайский шторм: Годы гегемонии | 上海风云之争雄岁月 | Seung Hoi Fung Wan Ji Chaang Hung Seui Yut |                               | —     |
| 1989 | Сожжение храма Красного лотоса   | 火烧红莲寺         | Fo Siu Hung Lin Ji                         |                               | —     |
| 1989 | Надежда отца                     | 望父成龙           | Mong Fu Ching Lung                         |                               | —     |
| 1990 | Дорога беглецов                  | 亡命天涯路         | Mong Meng Tin Ngaai Lou                    |                               | —     |
| 1990 | Кровавый меч                     | 中华英雄           | The Blood Sword                            |                               | —     |
| 1990 | Счастливы вместе                 | 代代平安           | Happy Together                             |                               |       |
| 1991 | Шанхай 1949                      | 上海一九四九       | Shanghai 1949                              |                               | —     |
| 1991 | Тридцать мечей                   | 剑三十             | Gim Saam Sap                               |                               | —     |
| 1991 | Кровавый меч 2                   | 中华英雄之中华傲诀 | The Blood Sword 2                          |                               |       |
| 1991 | Возьми меня                      | 情不自禁           | Take Me                                    | Молоко                        |       |
| 1991 | Скрытое желание                  | 我为卿狂           | Hidden Desire                              | Джои                          |       |
| 1991 | Красотка                         | 卿本佳人           | Pretty Woman                               | Lo Yin Hsin / Mimin [2 Roles] |       |
| 1992 | Жиголо и шлюха 2                 | 舞男情未了         | Gigolo and Whore II                        |                               | —     |
| 1992 | Наличные курьеру                 | 与鸭共舞           | Cash on Delivery                           |                               | —     |

| Год  | Русское название             | Китайское название   | Международное название                | Роль | Релиз |
| ---- | ---------------------------- | -------------------- | ------------------------------------- | ---- | ----- |
| 1992 | Летние любовники             | 夏日情人             | Summer Lovers                         |      |       |
| 1992 | Девушка по вызову '92        | 92应召女郎           | Call Girl '92                         |      |       |
| 1992 | Роза                         | 白玫瑰               | Rose                                  |      |       |
| 1992 | Три лета                     | 哥哥的情人           | Three Summers                         |      |       |
| 1993 | Герои, стреляющие по орлам   | 射雕英雄传之东成西就 | The Eagle Shooting Heroes             |      | —     |
| 1993 | Роза, Роза, я люблю тебя     | 玫瑰玫瑰我爱你       | Rose Rose I Love You                  |      | —     |
| 1993 | Любовь среди триад           | 爱在黑社会的日子     | Love Among the Triad                  |      |       |
| 1993 | Три дня слепой девушки       | 盲女72小时           | 3 Days of a Blind Girl                |      | —     |
| 1993 | Герой из-за пределов времени | 正牌韦小宝之奉旨沟女 | Hero from Beyond the Boundary of Time |      | —     |
| 1993 | Человек эпохи                | 一代枭雄之三支旗     | Man of the Times                      |      | —     |
| 1993 | Крыша с видом                | 天台的月光           | A Roof with a View                    |      |       |
| 1993 | Фальшивые полицейские        | 走佬威龙             | Bogus Cops                            |      | —     |
| 1993 | Остров сокровищ              | 只要为你活一天       | Treasure Island                       |      |       |
| 1994 | Латинская стычка             | 仙人掌               | Run                                   |      | —     |
| 1994 | Закон на грани               | 流氓律师             | Law on the Brink                      |      | —     |
| 1994 | Красная роза, белая роза     | 红玫瑰白玫瑰         | Red Rose White Rose                   |      |       |
| 1994 | 1941: Гонконг в огне         | 香港沦陷             | 1941 Hong Kong on Fire                |      |       |
| 1995 | Другая мать                  | 不一样的妈妈         | Mother of a Different Kind            |      | —     |
| 1995 | Час ночи                     | 夜半一点钟           | 01:00 A.M.                            |      | —     |
| 1996 | Вечерняя связь               | 人约黄昏             | Evening Liaison                       |      | —     |
| 1996 | Память вдребезги             | 暴劫倾情             | Scarred Memory                        |      | —     |
| 1996 | Гонконгские стриптизерши     | 鬼剧院之惊青艳女郎   | Hong Kong Showgirls                   |      |       |
| 2013 | Я люблю Гонконг 2013         | 2013 我爱HK恭囍发财  | I Love Hong Kong 2013                 |      |       |

## Номинации
| Год  | Фильм                     | Награда                | Категория                    | Результат |
| ---- | ------------------------- | ---------------------- | ---------------------------- | --------- |
| 1994 | Любовь среди триад (1993) | Гонконгская кинопремия | Лучшая актриса второго плана | Номинация |
| 1994 | Крыша с видом (1993)      | Гонконгская кинопремия | Лучшая актриса               | Номинация |